# Dominique Lorentz
Pour les articles homonymes, voir Lorentz.
Dominique Lorentz est une journaliste et écrivaine française.
Spécialiste de la diplomatie économique, elle est l'auteur de quatre ouvrages aux éditions des Arènes. Elle a également écrit le documentaire La République atomique pour Arte (2001), collaboré à un essai d'Alexandre Adler, J'ai vu finir le monde ancien (Grasset, 2002), et contribué au Manuel d'Histoire des Terminales édité par Nathan (2008) sous la direction de Jacques Marseille. De 2007 à 2014, elle a été responsable des pages actualité de la revue XXI, un trimestriel papier dédié au grand reportage cofondé par l'éditeur de ses livres et fondateur des éditions des Arènes. Elle développe le ZZPROJECT pour la création du premier « pure player » français d'information économique.

## Travaux
Ses travaux visent à montrer que la prolifération nucléaire ne serait pas découragée mais discrètement encouragée par les États, pour des motifs géopolitiques, et que certaines des actions terroristes menées en France l'auraient été par l'Iran avec pour objectif d'accéder à l'arme atomique. En 1997, Laurent Beccaria fonde les éditions Les Arènes pour publier son premier livre, Une guerre, dont le manuscrit avait été refusé par Claude Durand, le président de Stock, avec qui elle était sous contrat
De 1997 à 2007, Dominique Lorentz a publié quatre essais aux éditions des Arènes, Une guerre sur la coopération nucléaire entre la France et l'Iran, Affaires atomiques sur la prolifération nucléaire des années 1950 aux années 2000, Secret atomique qui reprend ses travaux sur le nucléaire iranien, et Des sujets interdits, qui raconte son parcours d'auteur sur le terrain sensible du nucléaire.
En 2006, elle est recrutée par l'État-major des armées, par l'intermédiaire des éditions Les Arènes, pour écrire la doctrine française de contre-prolifération nucléaire ; le contrat est bloqué sur intervention des services de renseignement. Cet épisode est raconté en détail dans les 50 dernières pages de son quatrième livre, Des sujets interdits.
Depuis le premier numéro, sorti en janvier 2008, Dominique Lorentz écrit les « pages actualité » de la revue XXI, fondée et dirigée par Laurent Beccaria et Patrick de Saint-Exupéry. Elle parle de sa méthode de travail dans un entretien pour le blog de la revue.

## Domaine d'investigation
La méthode journalistique de Dominique Lorentz consiste en une observation détaillée des accords de coopération (économiques, technologiques, militaires et diplomatiques) entre les États, des années 1950 à nos jours, complétée par une analyse des discours et des écrits des dirigeants et spécialistes des différents pays. Son travail s'appuie exclusivement sur des « sources ouvertes », recueillies pour l'écriture de ses livres dans les archives de la Bibliothèque nationale (articles publiés dans des journaux d'époque, mémoires de chefs d'État et d'autres acteurs de ces affaires, revues spécialisées, rapports officiels, dépêches d’agences de presse, biographies). Elle croise ces informations pour mettre les faits en perspective et retracer les lignes directrices de l'histoire de la prolifération nucléaire, depuis l'arme atomique conçue par les États-Unis pendant la Seconde Guerre mondiale. Elle parle longuement de sa méthode de travail dans son premier livre, Une guerre, et dans le dernier publié Des sujets interdits.
Sa première enquête, Une guerre, porte sur le lien entre le contentieux Eurodif (entre la France et l'Iran) et une série d'actions terroristes en France et contre des intérêts français à l'étranger, notamment au Liban. Aujourd'hui, l'État iranien est toujours actionnaire du consortium Eurodif, comme le confirme François Scheer, ambassadeur de France, négociateur français du contentieux pour la présidence de la République, dans La République atomique, le documentaire écrit par Dominique Lorentz pour Arte.
Selon Dominique Lorentz, les événements des années 1985 et 1986, notamment l'affaire des otages du Liban, les attentats à Paris de septembre 1986, revendiqué par les Fractions armées révolutionnaires libanaises (Fnac, Hôtel de Ville, Pub Renault), ou encore l'assassinat de Georges Besse (présenté comme président de Renault, qui fut surtout l'un des principaux responsables du programme nucléaire français, et le fondateur et premier dirigeant du consortium Eurodif) le 17 novembre 1986, revendiqué par Action directe,, feraient partie d'une campagne terroriste de l'Iran pour faire pression sur la France afin d'exercer ses droits d'actionnaire d'Eurodif, pour recevoir la part d'uranium enrichi contractuellement promise et alimenter son programme nucléaire.
Le travail de Dominique Lorentz tend également à démontrer que la prolifération nucléaire, qui permet à plus de 40 pays de faire partie de la liste des États technologiquement capables de produire une arme nucléaire selon la liste officiellement établie par l'ONU en annexe du traité d'interdiction définitive des essais nucléaires en 1996 (liste intégrale de l'ONU et carte publiées en introduction d' Affaires atomiques) n'est pas l'œuvre d'individus isolés mais organisée officieusement par les grandes puissances comme un instrument de géopolitique. Ainsi, par le biais de coopérations nucléaires, de nombreux pays auraient acquis la capacité de produire des bombes atomiques. Les États-Unis auraient été les initiateurs du programme nucléaire de l'Iran, en direct dans les années 1960, puis à l'aide de divers intermédiaires (la France, la Chine, l'Allemagne, l'Argentine, le Pakistan, etc.) avant que le programme ne soit repris par la Russie au milieu des années 1990.

## Œuvres

### Publications
Aux éditions Les Arènes :
- 1997 : Une guerre, 213 p.  (ISBN 2-912485-00-2)
- 2001 : Affaires atomiques, préf. d'Alexandre Adler, 603 p.  (ISBN 2-912485-22-3)
- 2002 : Secret atomique, 264 p.  (ISBN 2-912485-41-X)
- 2007 : Des sujets interdits, 166 p.  (ISBN 978-2-35204-020-0)

### Documentaire
- La République atomique, film de 52 minutes coproduit par Arte, réalisé par David Carr-Brown et diffusé pour la première fois le 14 novembre 2001 à 20 h 30 sur Arte dans Les Mercredis de l'Histoire. Le film retrace les relations franco-iraniennes sous la Ve République, avec, en fil rouge, la coopération nucléaire entre les deux pays[7].

### Collaborations
- J'ai vu finir le monde ancien, d'Alexandre Adler, éd. Grasset, 2002
- Le monde, l'Europe, la France de 1945 à nos jours, manuel d'Histoire des Terminales L-ES-S, sous la direction de Jacques Marseille, éd. Nathan, 2008
- Le Rire de résistance [8], tome 2, ouvrage collectif sous la direction de Jean-Michel Ribes, éd. Théâtre du Rond-Point/Éditions Beaux Arts Magazine, 2010